# バディ・ボッシャーズ
ジェフリー・アラン・ボッシャーズ（Jeffrey Alan "Buddy" Boshers, 1988年5月9日 - ）は、アメリカ合衆国アラバマ州マディソン郡ハンツビル出身のプロ野球選手（投手）。左投左打。現在はFA。

## 経歴

### プロ入り前
リー高等学校時代にはクレイグ・キンブレルとチームメートだった。

### プロ入りとエンゼルス時代
2008年のMLBドラフト4巡目（全体139位）でロサンゼルス・エンゼルス・オブ・アナハイムから指名され、プロ入り。契約後、傘下のパイオニアリーグのルーキー級オレム・オウルズでプロデビュー。13試合（先発12試合）に登板して5勝0敗、防御率2.68、43奪三振を記録した。
2009年はルーキー級オレム、A級シーダーラピッズ・カーネルズ、AAA級ソルトレイク・ビーズでプレーし、3球団合計で13試合（先発11試合）に登板して5勝2敗、防御率4.37、51奪三振を記録した。
2010年はA級シーダーラピッズでプレーし、36試合（先発7試合）に登板して3勝0敗、防御率4.31、75奪三振を記録した。
2011年はA+級インランド・エンパイア・シックスティシクサーズでプレーし、43試合（先発4試合）に登板して2勝5敗1セーブ、防御率4.30、61奪三振を記録した。
2012年はA+級インランド・エンパイアとAA級アーカンソー・トラベラーズでプレーし、2球団合計で45試合に登板して5勝2敗1セーブ、防御率2.98、75奪三振を記録した。オフにはアリゾナ・フォールリーグに参加し、スコッツデール・スコーピオンズに所属した。
2013年はマイナーではAA級アーカンソーとAAA級ソルトレイクでプレーし、2球団合計で44試合に登板して4勝2敗2セーブ、防御率3.35、61奪三振を記録した。8月10日にメジャー契約を結んでアクティブ・ロースター入りし、同日のクリーブランド・インディアンス戦でメジャーデビュー。この年メジャーでは25試合に登板して勝敗なしで防御率4.70、13奪三振を記録した。
2014年は開幕をAAA級ソルトレイクで迎えたが、5月8日にDFAとなり、12日に40人枠外となった（その後、残りシーズンはAA級アーカンソーでプレー。）。この年は2球団合計で40試合（先発8試合）に登板して3勝3敗、防御率3.28、82奪三振を記録した。

### 独立リーグ時代
2014年12月16日にコロラド・ロッキーズとマイナー契約を結んだが、2015年3月18日に自由契約となった。
その後、独立リーグ・アトランティックリーグのサマセット・ペイトリオッツと契約した。この年は52試合に登板して3勝1敗1セーブ、防御率1.00、71奪三振を記録した。

### ツインズ時代
2015年12月14日にミネソタ・ツインズとマイナー契約を結んだ。
2016年は傘下のAAA級ロチェスター・レッドウイングスで開幕を迎え、5月25日にメジャー契約を結んでアクティブ・ロースター入りした。この年メジャーでは37試合に登板して2勝0敗、防御率4.25、37奪三振を記録した。
2017年はマイナー・オプションで傘下のAAA級ロチェスターで開幕を迎えたが、4月23日、4月28日から5月2日、5月30日から8月16日、9月1日からレギュラーシーズン終了までの間アクティブ・ロースター入りした。この年メジャーでは38試合に登板して1勝0敗、防御率4.70、28奪三振を記録した。
2018年1月15日にアディソン・リードとの契約に伴い、DFAとなった。

### アストロズ傘下時代
2018年1月22日にウェイバー公示を経てヒューストン・アストロズへ移籍した。シーズンでは開幕から傘下のAAA級フレズノ・グリズリーズでプレーし、41試合に登板して2勝1敗4セーブ、防御率3.18、55奪三振を記録した。

### パイレーツ傘下時代
2018年8月7日にウェイバー公示を経てピッツバーグ・パイレーツへ移籍し、傘下のAAA級インディアナポリス・インディアンスへ配属された。8月11日にアクティブロースター入りしたが、登板機会はなく、8月20日にAAA級インディアナポリスに配属され、9月4日にDFAとなり、9日にマイナー契約でAAA級インディアナポリスに配属された。レギュラーシーズン終了後の10月2日にFAとなった。

### メキシカンリーグ時代
2019年1月16日にシンシナティ・レッズとマイナー契約を結び、スプリングトレーニングに招待選手として参加することになったが、3月28日に自由契約となった。
その後、5月14日にメキシカンリーグのプエブラ・パロッツと契約したが、1週間で退団した。

### ブルージェイズ時代
2019年5月22日にトロント・ブルージェイズとマイナー契約を結んだ。傘下のAAA級バッファロー・バイソンズでプレーし、7月31日にメジャー契約を結んでアクティブ・ロースター入りした。レギュラーシーズン終了後の10月30日にマイナー契約でAAA級バッファローへ配属された。

## 詳細情報

### 年度別投手成績
| 年 度    | 球 団    | 登 板 | 先 発 | 完 投 | 完 封 | 無 四 球 | 勝 利 | 敗 戦 | セ 丨 ブ | ホ 丨 ル ド | 勝 率 | 打 者 | 投 球 回 | 被 安 打 | 被 本 塁 打 | 与 四 球 | 敬 遠 | 与 死 球 | 奪 三 振 | 暴 投 | ボ 丨 ク | 失 点 | 自 責 点 | 防 御 率 | W H I P |
| -------- | -------- | ----- | ----- | ----- | ----- | -------- | ----- | ----- | -------- | ----------- | ----- | ----- | -------- | -------- | ----------- | -------- | ----- | -------- | -------- | ----- | -------- | ----- | -------- | -------- | ------- |
| 2013     | LAA      | 25    | 0     | 0     | 0     | 0        | 0     | 0     | 0        | 6           | ----  | 63    | 15.1     | 13       | 0           | 8        | 1     | 1        | 13       | 0     | 0        | 8     | 8        | 4.70     | 1.37    |
| 2016     | MIN      | 37    | 0     | 0     | 0     | 0        | 2     | 0     | 0        | 2           | 1.000 | 152   | 36.0     | 35       | 3           | 7        | 1     | 1        | 37       | 1     | 0        | 21    | 17       | 4.25     | 1.17    |
| 2017     | MIN      | 38    | 0     | 0     | 0     | 0        | 1     | 0     | 0        | 3           | 1.000 | 153   | 35.0     | 37       | 7           | 10       | 1     | 2        | 28       | 2     | 0        | 20    | 19       | 4.70     | 1.34    |
| 2019     | TOR      | 28    | 1     | 0     | 0     | 0        | 0     | 3     | 0        | 4           | .000  | 91    | 20.0     | 20       | 3           | 10       | 0     | 1        | 26       | 2     | 0        | 10    | 9        | 4.05     | 1.50    |
| MLB：4年 | MLB：4年 | 128   | 1     | 0     | 0     | 0        | 3     | 3     | 0        | 15          | .500  | 459   | 106.1    | 105      | 13          | 35       | 3     | 5        | 104      | 5     | 0        | 59    | 53       | 4.49     | 1.32    |

- 2020年度シーズン終了時

### 年度別守備成績
| 年 度 | 球 団 | 投手（P） | 投手（P） | 投手（P） | 投手（P） | 投手（P） | 投手（P） |
| 年 度 | 球 団 | 試 合     | 刺 殺     | 補 殺     | 失 策     | 併 殺     | 守 備 率  |
| ----- | ----- | --------- | --------- | --------- | --------- | --------- | --------- |
| 2013  | LAA   | 25        | 1         | 4         | 0         | 0         | 1.000     |
| 2016  | MIN   | 37        | 2         | 4         | 1         | 0         | .857      |
| 2017  | MIN   | 38        | 0         | 4         | 0         | 0         | 1.000     |
| 2019  | TOR   | 28        | 0         | 1         | 0         | 0         | 1.000     |
| MLB   | MLB   | 128       | 3         | 13        | 1         | 0         | .941      |

- 2020年度シーズン終了時

### 背番号
- 54（2013年）
- 62（2016年 - 2017年）
- 67（2019年）